# 安井誠一郎
安井 誠一郎（やすい せいいちろう、1891年（明治24年）3月11日 - 1962年（昭和37年）1月19日）は、日本の政治家。内務・厚生官僚、東京都長官（6・8代）、東京都知事（初・2・3代）、新潟県知事（34代）、衆議院議員（1期）を歴任した。
参議院議長を務めた安井謙と、雪印食品副社長を務めた安井三郎は弟。

## 経歴

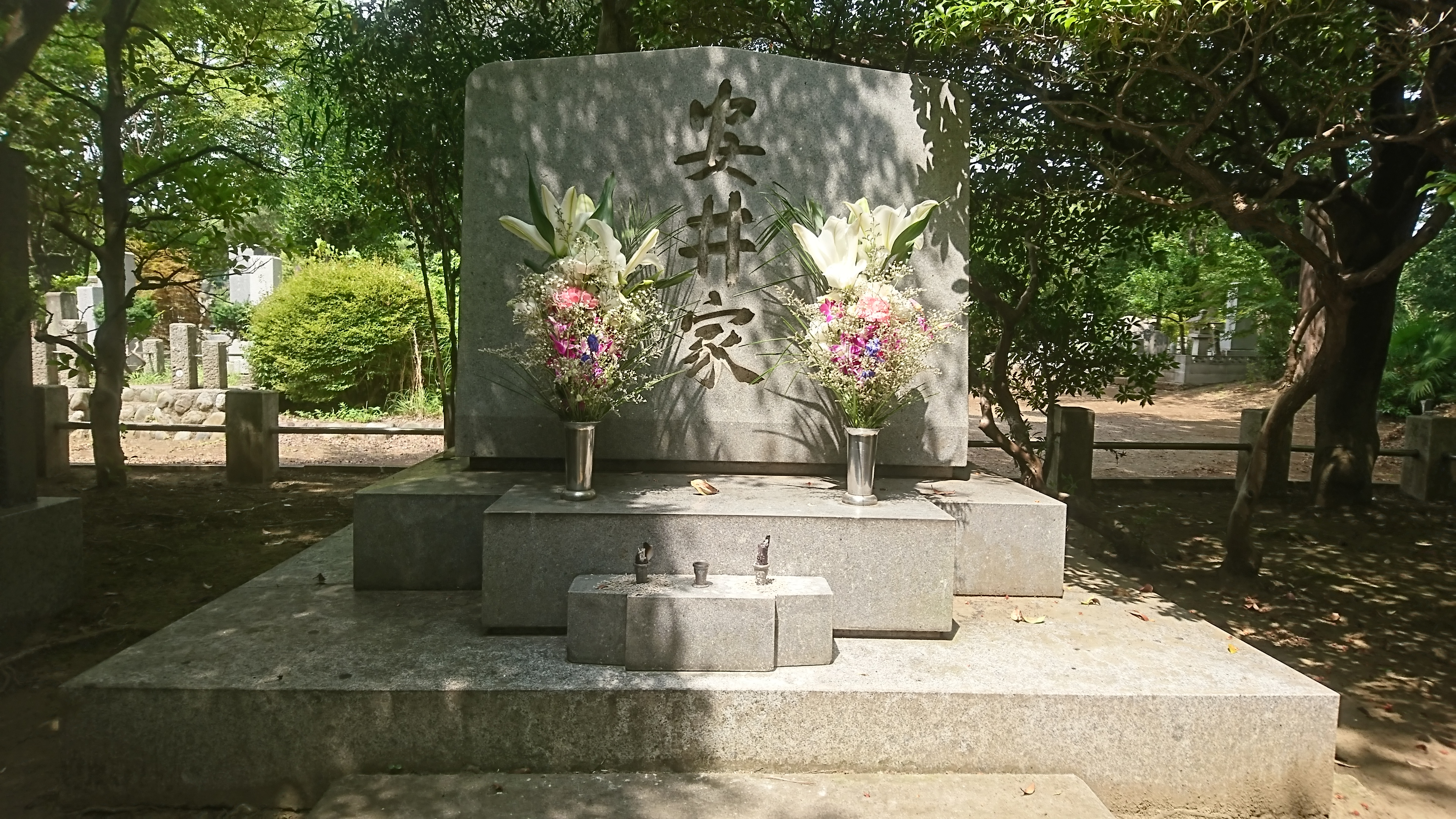
安井家の墓（多磨霊園）

### 生誕から都知事就任まで
岡山県御津郡伊島村（現：岡山市北区津島）生まれ。岡山県立岡山中学校、旧制一高、東京帝国大学独法科を卒業後、内務省に入省。
1920年から茨城県庶務課長、稲敷郡長を務めた。休職後にドイツ視察留学を経て、東京市社会局長として関東大震災の復興にあたる。その間茨城県・神奈川県で警視を務めた。
1928年に一旦退官し、茨城県選挙区から衆議院議員に立候補するも落選。その後内務省に復帰し、富山県・兵庫県・福岡県の警察部長を経て、東京市保健局長兼社会局長に就任する。
1931年には同郷で朝鮮総督の宇垣一成に請われて秘書官となり、朝鮮総督府専売局長を務め、1936年に京畿道知事に就任した。のち拓務省拓務局長なども務め、植民地経営のポストを多く歴任した。
1940年から新潟県知事を経て、東京市電気局長を務め、1946年に幣原内閣で厚生次官となる。しかし、同内閣総辞職により5月に退任。同年7月には官選では最後となる東京都長官に就任した。

### 東京都知事
1947年4月、安井は公選となった東京都長官の選挙に自由党・民主党の推薦を受け立候補。日本社会党推薦の田川大吉郎らを破って当選する。同年5月3日の地方自治法の施行により東京都長官は東京都知事に移行。初代東京都知事となった。51年、55年の都知事選にも連続当選し計3期都知事を務めた。任期中には全国知事会の初代会長に就任し、主に戦災復興や食糧確保、カスリーン台風被害に尽力した。一方で首都圏整備法制定を提案し、1964年東京オリンピック誘致も進めた。
1952年、政府内に農林大臣の諮問機関として競馬制度審議委員会が設置されると、安井も全国公営競馬協議会会長として論議に携わった。
戦後復興下での安井都政は、中央政治と直結した「安井保守王国」の巨大都市づくりに大いに力を発揮した。しかしその半面、都市の過密化と公害に拍車をかけ、1950年代から60年代の都庁・都議会・業者の癒着による大汚職の温床につながった。

### 都知事退任後
安井は1959年に執行された東京都知事選挙には立候補せず、都知事勇退を表明。退任後は名誉都民に推され、1962年に受賞している。1960年に旧東京1区から自由民主党公認で衆議院議員に立候補し当選したが、在任中の1962年1月19日に70歳で死去。
最晩年は議員活動の傍ら、東京都心と羽田空港を結ぶモノレール構想に深く関わり、運営会社の日本高架電鉄（現：東京モノレール）の会長に就任する予定もあったが、死去により実現せずに終わった。

## 略年譜
- 1891年（明治24年） - 岡山県御津郡伊島村にて生誕。
  - 岡山県立岡山中学校を卒業。
- 1917年（大正6年） - 東京帝国大学独法科を卒業。同時に、内務省に入省する。茨城県属。
- 1920年（大正9年）- 茨城県庶務課長、稲敷郡長に就任。
- 1922年2月 - 1923年7月 - 第一次世界大戦後のワイマール期のドイツに留学。
- 1928年（昭和3年） - 第16回衆議院議員総選挙に茨城県から衆議院議員に立候補するも落選。直後には内務省に復帰する。
- 1931年（昭和6年） - 朝鮮総督の宇垣一成に請われて秘書官となる。
- 1936年（昭和11年） - 京畿道知事に就任する。
- 1941年（昭和15年） - 官選第34代新潟県知事に就任する。
- 1946年（昭和21年） - 幣原内閣にて厚生次官となる。
- 1947年（昭和22年） 
  - 4月 東京都長官選挙に立候補。当選。
  - 5月 地方自治法施行により、東京都長官から東京都知事に移行。初代東京都知事となる。
- 1951年（昭和26年） - 1951年東京都知事選挙で再選（2期目）
- 1955年（昭和30年） - 1955年東京都知事選挙で再選（3期目）
- 1959年（昭和34年） - 都知事を退任。
- 1960年（昭和35年） - 第29回衆議院議員総選挙で旧東京1区から自由民主党公認で衆議院議員に立候補。当選。
- 1962年（昭和37年） - 衆議院議員の任期中に死去。70歳没。

## 主な就任ポスト
首長職
- 東京都知事（初代～3代、1947年 - 1959年） - 3期
- 東京都長官（6代・8代、1946年 - 1947年、1947年） - 2期（官選1期、公選1期）
- 新潟県知事（官選34代、1940年 - 1941年） - 1期
- 京畿道知事（1936年） - 1期

官職
- 厚生次官（幣原内閣、1946年）
- 東京市
  - 保健局長兼社会局長（1929年）
  - 電気局長
- 朝鮮総督府専売局局長
- 拓務省拓務局長
- 警視、警察部長 他

その他
- 全国知事会会長（初代、1947年 - 1959年）
- 東京都共同募金会会長（初代、1947年 - 1948年）
- 日本善行会会長（2代、1949年 - 1961年）
- 日本遺族会会長（3代、1961年 - 1962年）

## 受賞
- 勲一等旭日大綬章（1962年1月14日）...死去の5日前であった
- 名誉都民（1962年）

## 関連文献
- 『安井誠一郎小伝』馬島僴、大学書房、1962
- 『安井誠一郎傳』安井誠一郎氏記念像建設委員会編、東京商工会議所、1967
- 『第一次大戦後のドイツ : 安井誠一郎ドイツ留学日記より』尾平佳津江（二女）編・刊、1986。非売品